# Kinoptik
Kinoptik était une société française spécialisée dans la conception et la fabrication de systèmes optiques. Comme son nom l'indique, son activité première était l’optique pour le cinéma. Elle a finalement été séparée en deux entités indépendantes, Kinoptik-Systèmes, tournée vers l'intégration de systèmes optiques, et Kinoptik-Endoscopy, spécialisée dans l’endoscopie et la vision en milieu hostile.

## Repères historiques
- 1932 : Fondation à Paris de la société Kinoptik par Georges Grosset et Georges Perthuis. La production de la société comprend des objectifs, des condenseurs, des viseurs, des lecteurs de son et des optiques spéciales.
- 1939 : Réalisation d’un premier objectif spécialement conçu pour les prises de vue aériennes.
- 1943 : Réalisation d'un appareil pour prise de vue infrarouge.
- 1944 : Recentrage de l’activité sur la production d’objectifs et de viseurs pour caméras de 35 mm.
- À partir de 1953 : Diversification vers des systèmes optiques pour microfilms, radiologie médicale et contrôle de fours industriels (périscopes) ainsi que des produits spécifiques pour la Défense. Rachat de l'Optique instrumentale Decarris.
- À partir de 1960 : Suppression des barrières douanières protégeant l’industrie optique et photographique française. Kinoptik, fortement ancrée sur le matériel de cinéma professionnel et l’optique de pointe, supporte relativement mieux la concurrence japonaise que nombre de ses homologues tributaires du marché des appareils photographiques.
- 1981 : Cession par Roger Grosset (fils du fondateur) de Kinoptik au groupe S.F.I.M. (Société de fabrication d’instruments de mesure).
- 1985 : Rachat par Kinoptik de la société CLAVE (9, rue Olivier Métra, Paris 20e), fabricant de matériels d’endoscopie haute température et d’astronomie amateur. La société devient leader sur le marché de l'endoscopie haute température.
- 1988 : Rapprochement des sociétés Kinoptik et M.T.O. (5, passage de Melun, Paris 19e), entreprise spécialisée dans les dépôts de couches minces sur composants optiques, la métallisation et la réalisation de filtres spéciaux. La nouvelle entité maîtrise désormais toute la chaîne de production des composants optiques.
- 1993 : Rachat par Kinoptik de la société d'endoscopie industrielle Bodson (14, rue Denis-Papin, Puteaux).
- 1995 : Intégration à Kinoptik de la division vidéo de la S.F.I.M., elle-même issue de la fusion des activités vidéo de SOFRETEC et d'INSPECTRONIC. Cette branche principalement tournée vers l’industrie nucléaire renforce la spécialité vision en milieu hostile de la société.
- 1999 : Absorption du groupe S.F.I.M. par la Sagem puis rachat de la division Kinoptik par Jean-Claude Bertrand associé à Hervé Obadia et Philippe Decrette.
- 2003 : Fermeture de Kinoptik S.A. puis reprise de l'activité intégration opto-mécanique par Michel Prudhomme et Pierre Ambelides en partenariat avec la société Vannier-Photélec sous le nom de Vannier Kinoptik et de l’activité vision industrielle et endoscopie haute température par la société Cesyco[2]
- 2012 : la société Vannier Kinoptik est placée en redressement judiciaire
- 2013 : la société Vannier Kinoptik signe un plan de continuation
- 2018 : la société Vannier Kinoptik est placée en liquidation judiciaire[3].

## Principales productions

### Objectifs pour caméras de cinéma
Montures Aaton, Arri PL et Std, C, Cameflex et Stalex.
| Focale   | Ouverture | Dénomination    | Tmaxi | Tmini | Formats couverts (mm) | Diamètre image | Commentaires            | Réf.  |
| -------- | --------- | --------------- | ----- | ----- | --------------------- | -------------- | ----------------------- | ----- |
| 1,9 mm   | f/1,9     | Super Tégéa     | 2,2   | 22    | 16                    | 8,7 mm         |                         | [ 4 ] |
| 5 mm     | f/1,6     | Tégéa           | 1,9   | 22    | 16, S16               | 16 mm          |                         | [ 4 ] |
| 5,7 mm   | f/1,8     | Tégéa           | 2     | 16    | 16, S16               | 16 mm          |                         | [ 4 ] |
| 9 mm     | f/1,5     | Grand angle     | 1,7   | 22    | 16, S16               | 16 mm          |                         | [ 4 ] |
| 9 mm     | f/1,5     | Grand angle "N" | 1,7   | 22    | 16, S16               | 16 mm          |                         | [ 4 ] |
| 9,8 mm   | f/1,8     | Tégéa           | 2,3   | 22    | 16, S16 et 35         | 26 mm          |                         | [ 4 ] |
| 9,8 mm   | f/1,8     | Tégéa "N"       | 2,3   | 22    | 16, S16 et 35         | 26 mm          |                         | [ 4 ] |
| 12,5 mm  | f/1,5     | Grand angle     | 1,8   | 22    | 16, S16               | 16 mm          |                         | [ 4 ] |
| 18 mm    | f/1,8     | Grand angle     | 2,2   | 22    | 16, S16               | 16 mm          |                         | [ 4 ] |
| 18 mm    | f/1,8     | Grand angle     | 2,2   | 22    | 16, S16 et 35         | 28 mm          |                         | [ 4 ] |
| 25 mm    | f/2       | Apochromat      | 2,5   | 16    | 16 et S16             | 28 mm          |                         | [ 4 ] |
| 28 mm    | f/2       | Apochromat      | 2,6   | 16    | 16, S16 et 35         | 30 mm          |                         | [ 4 ] |
| 35 mm    | f/2       | Apochromat      | 2,4   | 16    | 16, S16 et 35         | 30 mm          |                         | [ 4 ] |
| 40 mm    | f/2       | Apochromat      | 2,4   | 16    | 16, S16 et 35         | 30 mm          |                         | [ 4 ] |
| 50 mm    | f/2       | Apochromat      | 2,5   | 16    | 16, S16 et 35         | 31 mm          | Option macro disponible | [ 4 ] |
| 75 mm    | f/2       | Apochromat      | 2,5   | 16    | 16, S16 et 35         | 32 mm          | Option macro disponible | [ 4 ] |
| 100 mm   | f/2       | Apochromat      | 2,4   | 22    | 16, S16 et 35         | 42 mm          | Option macro disponible | [ 4 ] |
| 150 mm   | f/2,5     | Apochromat      | 2,9   | 22    | 16, S16 et 35         | 42 mm          | Option macro disponible | [ 4 ] |
| 210 mm   | f/2,8     | Spécial ciné    | 3     | 22    | 16, S16 et 35         | 40 mm          |                         | [ 4 ] |
| 300 mm   | f/3,5     | Spécial ciné    | 4     | 22    | 16, S16 et 35         | 40 mm          |                         | [ 4 ] |
| 500 mm   | f/5,6     | Aplanat         | 5,7   | 44    | 16, S16 et 35         | 43 mm          |                         | [ 4 ] |
| 1 000 mm | f/8       | Kinoptar        | 9     | 64    | 16, S16 et 35         | 43 mm          |                         | [ 4 ] |

### Objectifs pour appareils photographiques 24x36
| Focale   | Ouverture | Dénomination     | Commentaires | Montures                                                                    | Réf.  |
| -------- | --------- | ---------------- | ------------ | --------------------------------------------------------------------------- | ----- |
| 50 mm    | f/1,3     | Fulgior          |              | Rectaflex                                                                   |       |
| 100 mm   | f/2       | Apochromat       |              | Alpa (présélection automatique du diaphragme), Leica, Nikon, Canon, Minolta | [ 4 ] |
| 150 mm   | f/2,5     | Apochromat       |              | Alpa (présélection automatique du diaphragme)                               | [ 4 ] |
| 210 mm   | f/2,8     | Spécial Ciné     |              | Alpa, Leica, Nikon, Canon, Minolta                                          | [ 4 ] |
| 300 mm   | f/3,5     | Spécial Ciné     |              | Alpa, Leica, Nikon, Canon, Minolta                                          | [ 4 ] |
| 500 mm   | f/5,6     | Aplanat          |              | Alpa, Leica, Nikon, Canon, Minolta                                          | [ 4 ] |
| 1 000 mm | f/8       | Kinoplar         |              | Alpa, Leica, Nikon, Canon, Minolta                                          | [ 4 ] |
| 75 mm    | f/2       | Apochromat Macro |              | Alpa, Leica, Nikon, Canon, Minolta                                          | [ 4 ] |
| 100 mm   | f/2       | Apochromat Macro |              | Alpa, Leica, Nikon, Canon, Minolta                                          | [ 4 ] |
| 150 mm   | f/2,5     | Apochromat Macro |              | Alpa, Leica, Nikon, Canon, Minolta                                          | [ 4 ] |

### Objectifs pour appareils photographiques 6x6
| Focale | Ouverture | Dénomination | Commentaires                                                 | Monture   | Réf.  |
| ------ | --------- | ------------ | ------------------------------------------------------------ | --------- | ----- |
| 90 mm  | f/3       | Mecila N     | Pour un appareil fabriqué à partir de 1952 par Paul Lachaize | Perfo 608 | [ 5 ] |